# Breda Filo
Breda Filo, slovenska profesorica grškega in latinskega jezika, bibliotekarka, * 10. avgust 1932, Ljubljana, Slovenija, † 3. februar 1996.

## Življenje
Na Filozofski fakulteti v Ljubljani je študirala klasične jezike s književnostjo. Poleg grščine in latinščine, ki ju je študirala, je govorila še angleško, francosko, nemško, rusko in italijansko. Bila je prava poliglotka kar ji je pri njenem delu zelo pomagalo. Svojo službeno pot je začela v šolstvu leta 1955.
Prelomnico na njeni poklicni poti predstavlja leto 1960, ko se je iz šolske profesije usmerila v bibliotekarsko. Zaposlila se je v takratni Študijski knjižnici Maribor, kjer je zaradi svoje zavzetosti in znanja hitro napredovala. Zanimali so jo uporabniki, organizacija knjižnic, knjižnični sistemi, standardi in zakonodaja, tipologija knjižnic. Pozneje se je veliko ukvarjala z uvedbo novih informacijskih tehnologij v knjižnici ter z evidencami raziskovalnega dela.
Del njenega udejstvovanja je bilo tudi pedagoško delo. Skrbela za izobraževanje uporabnikov, knjižničnih delavcev ter nenazadnje študentov kot profesorica na bibliotekarskem oddelku zdaj Oddelku za bibliotekarstvo, informacijsko znanost in knjigarstvo, Filozofske fakultete v Ljubljani. Bila je znana kot odlična pedagoginja. Breda Filo je neločljivo povezana z razvojem slovenskih knjižnic in še prav posebej z razvojem Študijske knjižnice Maribor, pozneje preimenovane v Univerzitetno knjižnico Maribor. Bibliotekarstvu je ostala zvesta vse do svoje smrti 3. februarja leta 1996.

## Šolanje
Študirala je na Filozofski fakulteti Univerze v Ljubljani. 25. februarja leta 1955 je diplomirala iz latinskega in grškega jezika s književnostjo. Leta 1961 je opravila strokovni izpit za bibliotekarko, leta 1972 ji je bila priznana strokovna kvalifikacija višji bibliotekar, leta 1975 je pridobila naziv višji bibliotekar-specialist, leta 1979 je pridobila naziv bibliotekarski svetovalec. 27. aprila leta 1985 so jo izvolili za docentko na Filozofski fakulteti Univerze v Ljubljani.

## Delo
Po končanem študiju se je zaposlila kot profesorica latinščine na Klasični gimnaziji v Mariboru. Tam je ostala do leta 1958 nato pa je službovanje nadaljevala na osnovni šoli Bojana Ilicha v Mariboru. Leta 1960 se je zaposlila na oddelku za katalogizacijo  knjižničnih gradiv v Študijski knjižnici Maribor. Leta 1964 je postala vodja tega oddelka. Tu je skupaj s sodelavci zasnovala Centralni katalog knjižnc na mariborskem področju. Organizirala je klasificiranje po  sistemu UDK. Aktivno se je posvečala delu z uporabniki ter se zavzemala za izobraževanje knjižničnega kadra. Leta 1984 je pripravila predlog programa izobraževanja uporabnikov informacijskih sistemov. Njeno načelo je bilo, da so v univerzitetnih  knjižnicah pedagoške in informacijske naloge enako pomembne in da se te vrste knjižnic prav v tem razlikujejo od specialnih.
Leta 1973 je postala vodja oddelka za delo z uporabniki. Z njenim imenovanjem se je prej začeta reorganizacija pospešeno odvijala naprej. Sledila je reorganizacija dela z uporabniki, spremenil se je sistem izposoje, intenzivno se je začela razvijati medknjižnična izposoja...Breda Filo je s svojimi sodelavci bistveno prispevala k postavitvi temeljev za izgradnjo informacijske dejavnosti v okviru nacionalnega informacijskega sistema (NATIS). V letu 1984 se je s sodelavci ukvarjala z vzpostavitvijo računalniško podprtega sistema izposoje. Z dr. Božidarjem Krajnčičem je pripravila osnutek enotnega sistema zajemanja podatkov o raziskovalnem delu za pripravo integriranega informacijskega sistema Univerze v Mariboru. Leta 1986 pod njenim vodstvom na oddelku začnejo s poizvedbami v tujih podatkovnih zbirkah. Breda Filo je sodelovala tudi pri načrtu razporeditve gradiv v novi stavbi Univerzitetne knjižnice Maribor v katero se je Študijska knjižnica Maribor preimenovala 25. septembra leta 1975. sodelovala je tudi pri novih izhodiščih za knjižnični dokumentacijski in informacijski sistem Univerze v Mariboru (KDI). Sodelovala je pri projektu UNIMARC-88, podatkovne zbirke bibliografij Univerze v Mariboru. Zanimali so jo knjižnični standardi in je pri pripravi njihovih osnutkov tudi aktivno sodelovala. Leta 1988 je izdelala raziskovalno nalogo v okviru projekta Centra za razvoj Univerze v Ljubljani, Knjižničarstvo in celovito znanstveno informiranje na univerzi ter raziskovalno nalogo Standari in norme v univerzitetnih knjižnicah. Leta 1989 je začela s sodelavci uvajati tehnologijo on-line in CD-ROM.
V Univerzitetni knjižnici Maribor kjer je delala trideset let je napredovala od katalogizatorke do namestnice ravnatelja knjižnice. Aktivno je sodelovala v skupini znanstvenih knjižnic Alpe Jadran. Vsa leta je bila članica Društva bibliotekarjev Slovenije, več let je tudi vodila sekcijo za univerzne knjižnice pri Zvezi bibliotekarskih društev slovenije. Bila je predsednica Društva bibliotekarjev Maribor, namestnica predsednika Zveze bibliotekarskih društev Slovenije in članica uredniškega sveta revije Knjižnica. Delovala je na številnih biblitekarskih posvetovanjih kjer se je izkazala tako v vlogi organizatorke, moderatorke in predavateljice. Sodelovala je na mednarodnih konferencah IFLA in izsledke objavljala v reviji Knjižnica. V tujini je nabirala nova znanja glede organiziranosti knjižnic in bibliotekarskih društev in novosti prenašala v domače okolje. Vodila je vrsto strokovnih komisij.
Njeno pedagoško delo na bibliotekarskem oddelku zdaj Oddelku za bibliotekarstvo, informacijsko znanost in knjigarstvo, Filozofske fakultete v Ljubljani, je zajemalo pripravo načrta za predmeta Visokošolske in specialne knjižnice, ter Metodika bibliotekarskega komuniciranja in ta dva predmeta je tudi predavala. Bila je mentorica pri diplomskih nalogah. Poleg teoretičnega znanja je na študente prenašala tudi bogate praktične izkušnje ter jih spodbujala k raziskovalnemu delu v knjižnicah v katerih se bodo zaposlili po končanem študiju. Leta 1990 se je upokojila vendar je še naprej ostala aktivna.

## Nagrade in imenovanja
- Čopova diploma
- Red dela s srebrnim vencem
- Zlata plaketa Univerze v Mariboru
- Naziv docent na Univerzi v Ljubljani
- Naziv bibliotekarska svetovalka Univerzitetne knjižnice Maribor
- Častna članica Društva bibliotekarjev slovenije

## Objave
- Informacijska pismenost. Zbornik Univerzitetne knjižnice Maribor. Maribor: Univerzitetna knjižnica, 1993, 23-37 str.;
- Informacijska politika. Knjižnica. Ljubljana: NUK, 1992, št. 36, 9-27 atr.;
- Knjižnice in pedagoški sistemi. Knjižnica. Ljubljana: NUK, 1991, št. 2/3 17-30 str.;
- Standardi in norme v univerznih knjižnicah.  Ljubljana: Univerza, 1988
- Uporabniki in nabavna politika. Celje, 1987
- Priprave za zajemanje podatkov o raziskovalnem delu Univerze v Mariboru. Knjižnica. Ljubljana: NUK, 1985
- Zajemanje podatkov o raziskovalnem delu Univerze v Mariboru. Maribor: Univerzitetna knjižnica, 1985
- Izobraževanje uporabnikov informacijskih sistemov. Maribor: Univerzitetna knjižnica, 1983
- Tipologija dokumentov. Maribor: Univerzitetna knjižnica 1983
- Izobraževanje uporabnikov informacijskih sistemov. Maribor: Univerzitetna knjižnica, 1983
- Informacijska naloga splošnoizobraževalnih knjižnic v knjižnično-informacijskem sistemu Slovenije, 1982
- Domoznanska zbirka in domoznanske informacije. Maribor: Univerzitetna knjižnica, 1982
- Problemi informacijske službe v Univerzitetni knjižnici, 1978
- Informacijsko delo v knjižnicah glede na analizo informacij, informacijskih virov in uporabnikov. Knjižnica. Ljubljana: NUK, 1976
- Knjižnica, INDOK služba in uporabniki. Ljubljana: Društvo dokumentalistov in informatikov Slovenije, 1976
- Uvajanje študentov v uporabo knjižnice in informacijskih virov. Obvestila republiškr matične službe. Ljubljana: NUK, 1975
- Bibliotečne instrukcije. Knjižnica. Ljubljana: NUK, 1975
- Knjižnični sistemi Slovenije. Knjižnica. LJubljana: NUK, 1971
- Standardi in norme v znanstveni knjižnici: Maribor, 1969
- Ljudske knjižnice v mariborskem okraju. Dialogi. Maribor, 1965

## Poimenovanje po osebi
Po svoji dolgoletni sodelavki so v Univerzitetni knjižnici Maribor poimenovali računalniško sobo - računalniška soba Brede Filo.